# Belz (Ucrânia)
Belz (em ucraniano: Белз; em polonês: Bełz) é uma pequena cidade na óblast de Lviv (província) do oeste da Ucrânia, próxima da fronteira com a Polônia, está localizada entre o rio Solokiya (afluente do rio Bug, chamado de Bug Ocidental) e o ribeirão Rzeczyca.
Sua população estimada em 2004 era de 2 408 habitantes.

## Origem do nome
Há três versões sobre a origem do nome:
1. a língua céltica − 'belz' (água) ou 'pelz' (ribeirão),
2. o então chamado "eslavo eclesiástico" − «белз» ou «бевз» (lugar lamacento),
3. o então chamado "antigo eslavo oriental" − «бълизь» (lugar branco, uma clareira no meio de árvores escuras).

O nome ocorre em outros dois lugares:
1. 'Belz' (departamento de Morbihan), Bretanha, França
2. Bălţi (Beltsy, também conhecido em iídiche como 'Belz'), Moldávia (Bessarábia)

## História
Os primeiros assentamentos surgiram no século X, como um dos Burgos de Czerwień (Rutênia), fortificações sob os governos da Boêmia e da Reino da Polônia. Desde 981 ela fez parte da Ucrânia russa (Rússia de Quieve, Galícia-Volínia), exceto no período de 1018-1031 quando pertenceu à Polônia. Em 1366 ela tornou-se parte permanente da Polônia até a primeira partição da Polônia em 1772. Ela então passou para o Império Austríaco, mais tarde para o Império Austro-Húngaro, onde fez parte do Reino da Galícia e Lodoméria.

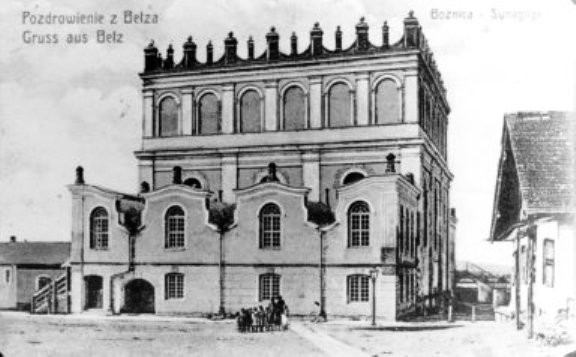
A sinagoga de Belz, construída em 1843 e demolida na década de 1950.

Na Baixa Idade Média (por volta do século XIV) fundou-se em Belz a comunidade (hebreu קהלה kehilla) dos judeus (asquenaze). Em 1665 os judeus de Belz tinham igualdade de direitos e obrigações em comparação com o restante da população da cidade.
A cidade tornou-se sede de uma dinastia  chassídica, que ficou conhecida por Belz devido ao nome da cidade, no início do século XIX., Shalom Rokeach de Belz (1779 - 1855), também chamado de Sar Shalom, foi aluno do rabino Yaakov Yitzchak de Lublin, conhecido por "O Chozeh de Lublin" (החוזה מלובלין, O Vidente de Lublin) e o primeiro rabino de Belz de 1817 a 1855.  No começo da Primeira Guerra Mundial, Belz contava com 6.100 habitantes, dos quais 3.600 judeus, 1.600 ucranianos, e 900 poloneses. Durante a guerra, a Corte chassídica de Belz com muitos judeus fugiram da shtetl.
Com o colapso da Áustria-Hungria após da Primeira Guerra Mundial, em novembro de 1918, Belz foi incluída na República Nacional de Ucrânia Ocidental, mas passou ao controle polonês em 1919, confirmado pelo acordo Polônia-República Nacional Ucraniana de abril de 1920. De 1919 a 1939 Belz pertenceu a Segunda República Polonesa. A Corte chassídica retornou em 1925 e os judeus foram aos poucos retornando à cidade.
De 1939 a 1944 Belz foi ocupada pela Alemanha como parte do Governo Geral. Belz está localizada na margem esquerda do rio Solokiya (afluente do rio Bug Ocidental), que era divisa da Alemanha com a União Soviética em 1939-1941. A maior parte dos judeus da Belz fugiu antes da invasão alemã. No entanto, em maio 1942, havia mais de 1.540 refugiados judeus em Belz. Em 2 de junho de 1942, 1.000 judeus foram deportados para Hrubieszów, e de lá para o campo de extermínio de Sobibór. Outros 504 foram levados para Hrubieszów em setembro daquele ano, depois que já não eram mais necessários para os trabalhos na zona rural.
Depois da guerra Belz voltou a pertencer à Polônia até 1951 quando, após um ajuste de fronteiras, passou para a União Soviética (então para a República Socialista Soviética da Ucrânia). Desde 1991 Belz faz parte da independente Ucrânia.

## Aspectos culturais
A canção iídiche  “Beltz, Mayn Shtetele” faz referência a uma infância alegre passada em uma shtetl que soa semelhante ao nome em iídiche (belts), chamado de Bălţi em moldavo/romeno e está localizada na Bessarábia (atualmente na República da Moldávia)
Belz é também um local muito importante para os católicos ucranianos e católicos poloneses como um lugar onde se acredita que a Madona Negra de Częstochowa tenha permanecido durante vários séculos até 1382, quando Władysław Opolczyk, duque de Opole, levou o ícone para o seu principado depois de encerrar seus serviços como emissário real na Halychyna para Luís I da Hungria.